# Sébastien Siani
Sébastien Siani (Douala, 21 dicembre 1986) è un calciatore camerunese, centrocampista del Bredene.

## Carriera

### Club
Ha giocato nel campionato camerunese e belga.

### Nazionale
Ha esordito con la maglia della Nazionale camerunese nel 2015, venendo convocato per la Coppa d'Africa 2017.

## Palmarès

### Nazionale
- Coppa d'Africa: 1

Gabon 2017